# جوالدوزک (سرده)
کاتالپا (نام علمی: Catalpa) نام یک سرده از تیره پیچ‌اناریان است.